# Жил Виньо
Жил Виньо̀ (на френски: Gilles Vigneault) е канадски поет, писател, певец и автор на песни.
Роден е в семейство на рибар в Наташкуан, Квебек на 27 октомври 1928 година. Завършва университета „Лавал“ през 1953 година.
От ранна възраст пише стихове, които от 60-те години стават популярни като песни, изпълнявани от самия него.
Той е дългогодишен привърженик на независимостта на Квебек, а песента му „Gens du pays“ се превръща в неофициален химн на провинцията.